# Coppa della Confederazione CAF 2023-2024
La Coppa della Confederazione CAF 2023-2024, anche nota come TotalEnergies CAF Confederation Cup 2023-2024 per motivi di sponsorizzazione, è stata la ventunesima edizione della seconda più importante competizione calcistica organizzata dalla CAF. È iniziata il 18 agosto 2023 e si è conclusa il 19 maggio 2024. La vincitrice del torneo ha ottenuto la qualificazione per la Supercoppa CAF 2024 contro i vincitori della CAF Champions League 2023-2024. 
Il titolo è stato vinto dallo Zamalek, squadra egiziana, che ha vinto la competizione per la seconda volta dopo l'edizione 2018-19 a seguito della vittoria contro i marocchini dell'RS Berkane (2-2 complessivo dopo la sconfitta all'andata per 2-1 e la vittoria casalinga al ritorno per 1-0, con conseguente applicazione della regola dei goal fuori casa).

## Sistema della graduatoria
Tutte le 56 federazioni membro della CAF possono partecipare alla competizione, con le prime 12 federazioni nella Classifica quinquennale della CAF che ottengono due slot. Di conseguenza, alla competizione possono iscriversi fino a 68 club (con l'aggiunta di altre 16 squadre eliminate dalla CAF Champions League), anche se questo numero non è mai stato raggiunto.
La CAF calcola i punti per ogni associazione in base ai risultati dei propri club nelle precedenti 5 edizioni della Champions League e della Coppa della Confederazione CAF, non prendendo in considerazione l'anno corrente. I criteri per i punti sono i seguenti:
|                                          | CAF Champions League | Coppa della Confederazione CAF |
| ---------------------------------------- | -------------------- | ------------------------------ |
| Vincitore                                | 6 punti              | 5 punti                        |
| Seconda                                  | 5 punti              | 4 punti                        |
| Eliminate alle semifinali                | 4 punti              | 3 punti                        |
| Eliminate ai quarti di finale (dal 2017) | 3 punti              | 2 punti                        |
| 3º posto nei gruppi                      | 2 punti              | 1 punti                        |
| 4º posto nei gruppi                      | 1 punto              | 0,5 punti                      |

I punti sono moltiplicati per un dato coefficiente a seconda dell'anno
- 2022-23 – 5
- 2021-22 – 4
- 2020-21 – 5
- 2019-20– 2
- 2018-19 – 1

## Squadre partecipanti
Le seguenti 52 squadre (provenienti da 41 federazioni) partecipano alla competizione. Le squadre in grassetto iniziano il torneo dal secondo turno.
| Federazione        | Ranking (punti) | Club                          | Qualificazione                                |
| ------------------ | --------------- | ----------------------------- | --------------------------------------------- |
| Marocco            | 1 (180)         | FUS Rabat                     | 3° in Botola 1 Pro 2022-2023                  |
| Marocco            | 1 (180)         | RS Berkane                    | Vincitore della Coupe du Trône 2021-2022      |
| Egitto             | 2 (172.5)       | Zamalek                       | 3° in Prima Lega 2022-2023                    |
| Egitto             | 2 (172.5)       | Future                        | 4° in Prima Lega 2022-2023                    |
| Algeria            | 3 (134)         | USM Alger                     | Campione in carica                            |
| Algeria            | 3 (134)         | ASO Chlef                     | Vincitore della Coupe d'Algérie 2022-2023     |
| Sudafrica          | 4 (114)         | SuperSport Utd                | 3° in Premier Soccer League 2022-2023         |
| Sudafrica          | 4 (114)         | Sekhukhune United             | Finalista della Coppa del Sudafrica 2022-2023 |
| Tunisia            | 5 (101)         | Club Africain                 | 3° in Ligue Professionelle 1 2022-2023        |
| Tunisia            | 5 (101)         | Olympique Béja                | Vincitore della Coupe de Tunisie 2022-2023    |
| Tanzania           | 6 (56.5)        | Azam                          | 3° in Ligi Kuu Bara 2022-2023                 |
| Tanzania           | 6 (56.5)        | Singida Utd                   | 4° in Ligi Kuu Bara 2022-2023                 |
| RD del Congo       | 7 (54)          | Saint Éloi Lupopo             | Ranking FECOFA                                |
| Angola             | 8 (41.5)        | Sagrada Esperança             | 3° in Girabola 2022-2023                      |
| Angola             | 8 (41.5)        | Académica Lobito              | Finalista della Taça de Angola 2022-2023      |
| Sudan              | 9 (39)          | Hay al-Arab Port Sudan        | 1° in Prima Lega 2022-2023                    |
| Sudan              | 9 (39)          | Haidoub                       | 4° in Prima Lega 2022-2023                    |
| Guinea             | 10 (29)         | Milo FC                       | 3° in Ligue 1 2022-2023                       |
| Guinea             | 10 (29)         | Acadèmie SOAR                 | 4° in Ligue 1 2022-2023                       |
| Libia              | 11 (28)         | Al-Hilal Bengasi              | 3° in Prima Lega 2022-2023                    |
| Libia              | 11 (28)         | Abu Salim                     | 4° in Prima Lega 2022-2023                    |
| Nigeria            | 12 (25)         | Rivers Utd                    | 3° in NPFL 2022-2023                          |
| Nigeria            | 12 (25)         | Bendel Insurance              | Vincitore della Coppa di Nigeria 2022-2023    |
| Costa d'Avorio     | 13 (21)         | AFAD Djekanou                 | Finalista della Coupe de Côte d'Ivoire 2023   |
| Zambia             | 15 (15)         | Maestro United                | 2° in Super League 2022-2023                  |
| Rep. del Congo     | 16 (9.5)        | Diables Noirs                 | 2° in Ligue 1 2023                            |
| Senegal            | 17 (9)          | Casa Sports                   | Vincitore Coupe du Sénégal 2022               |
| Mali               | 18 (7)          | Stade Malien                  | Vincitore della Coupe du Mali 2022-2023       |
| Togo               | 19 (5)          | ASC Kara                      | 2° in Première Division 2022-2023             |
| Uganda             | 19 (5)          | Kampala City                  | 2° in Premier League 2022-2023                |
| Botswana           | 21 (4)          | Gaborone United               | Vincitore della Coppa di Botswana 2023        |
| Burkina Faso       | 23 (2)          | Etoile Filante                | 2° in Première Division 2022-2023             |
| eSwatini           | 23 (2)          | Young Buffaloes               | 2° in Premier League 2022-2023                |
| Kenya              | 23 (2)          | Kakamega Homeboyz             | Vincitore della Coppa di Kenya 2023           |
| Niger              | 23 (2)          | Douanes Niamey                | Vincitore della Coppa del Niger 2023          |
| Benin              | 27 (1)          | AS Loto FC                    | Vincitore della Coupe du Bénin 2023           |
| Ghana              | 27 (1)          | Dreams                        | Vincitore della Coppa di Ghana 2022-2023      |
| Mauritania         | 27 (1)          | Douanes Mauritania            | Vincitore della Coppa di Mauritania 2023      |
| Burundi            | -               | Template:Aigle Noir (Makamba) | Vincitore della Coppa del Burundi 2023        |
| Comore             | -               | Belle Lumiére                 | Vincitore della Coppa delle Comore 2023       |
| Gibuti             | -               | Arta/Solar7                   | Vincitore della Coppa del Gibuti 2023         |
| Guinea Equatoriale | -               | Cano Sport                    | Vincitore della Copa de Su Excelencia 2023    |
| Etiopia            | -               | Bahir Dar Kenema              | 2° in Prima Lega 2022-2023                    |
| Liberia            | -               | Watanga                       | Vincitore della Coppa di Liberia 2023         |
| Madagascar         | -               | Elgeco Plus                   | Vincitore della Coppa del Magadascar 2023     |
| Mozambico          | -               | Ferroviário Maputo            | Vincitore della Taça de Moçambique 2023       |
| Ruanda             | -               | Rayon Sports                  | Vincitore della Coppa del Ruanda 2023         |
| Seychelles         | -               | La Passe                      | Vincitore della Seychelles FA Cup 2023        |
| Sierra Leone       | -               | Kallon                        | Vincitore della Coppa di Sierra Leone 2023    |
| Somalia            | -               | Horseed                       | Vincitore della Coppa della Somalia 2023      |
| Sudan del Sud      | -               | Al-Merreikh Giuba             | Vincitore della Coppa del Sudan del Sud 2023  |
| Zanzibar           | -               | JKU                           | Vincitore della Coppa di Zanzibar 2023        |

## Turni e date dei sorteggi
| Fase           | Turno            | Data sorteggio | Andata               | Ritorno                       |
| -------------- | ---------------- | -------------- | -------------------- | ----------------------------- |
| Qualificazioni | Primo turno      | 25 luglio 2023 | 18-20 agosto 2023    | 25-27 agosto 2023             |
| Qualificazioni | Secondo turno    | 25 luglio 2023 | 15-17 settembre 2023 | 29 settembre - 1 ottobre 2023 |
| Fase a gironi  | 1ª giornata      | ottobre 2023   | 26 novembre 2023     | 26 novembre 2023              |
| Fase a gironi  | 2ª giornata      | ottobre 2023   | 3 dicembre 2023      | 3 dicembre 2023               |
| Fase a gironi  | 3ª giornata      | ottobre 2023   | 10 dicembre 2023     | 10 dicembre 2023              |
| Fase a gironi  | 4ª giornata      | ottobre 2023   | 20 dicembre 2023     | 20 dicembre 2023              |
| Fase a gironi  | 5ª giornata      | ottobre 2023   | 25 febbraio 2024     | 25 febbraio 2024              |
| Fase a gironi  | 6ª giornata      | ottobre 2023   | 3 marzo 2024         | 3 marzo 2024                  |
| Fase finale    | Quarti di finale | marzo 2024     | 31 marzo 2024        | 7 aprile 2024                 |
| Fase finale    | Semifinali       | marzo 2024     | 21 aprile 2024       | 28 aprile 2024                |
| Fase finale    | Finale           | marzo 2024     | 10 maggio 2024       | 17 maggio 2024                |

## Qualificazioni
Il sorteggio per i turni preliminari si è tenuto il 25 luglio 2023 a Il Cairo.
Le gare dei preliminari si giocano con partite di andata e ritorno; in caso di pareggio si applica la regola dei gol in trasferta e, se ancora in parità, si passa direttamente ai calci di rigore.

### Primo turno
| Squadra 1              | Totale        | Squadra 2         | Andata | Ritorno |
| ---------------------- | ------------- | ----------------- | ------ | ------- |
| Bendel Insurance       | 1-1 (4-3 dtr) | ASO Chlef         | 1-0    | 0-1     |
| FUS Rabat              | 5-0           | AS Loto FC        | 3-0    | 2-0     |
| Casa Sports            | 1-1 (gfc)     | Etoile Filante    | 1-1    | 0-0     |
| Arta/Solar7            | 6-0           | Horseed           | 3-0    | 3-0     |
| Singida Utd            | 4-3           | JKU               | 4-1    | 0-2     |
| Bahir Dar Kenema       | 3-3 (4-3 dtr) | Azam              | 2-1    | 1-2     |
| Olympique Béja         | 0-1           | Abu Salim         | 0-1    | 0-0     |
| Kakamega Homeboyz      | 1-4           | Al-Hilal Bengasi  | 0-0    | 1-4     |
| Sekhukhune United      | [ 4 ]         | Young Buffaloes   | -      | -       |
| Cano Sport             | 1-4           | Maestro United    | 1-1    | 0-3     |
| Ferroviário Maputo     | [ 5 ]         | Belle Lumière     | -      | -       |
| Gaborone United        | 3-2           | Elgeco Plus       | 0-1    | 3-1     |
| Douanes Mauritania     | 2-2 (gfc)     | Académie SOAR     | 2-2    | 0-0     |
| ASC Kara               | 1-2           | AFAD Djekanou     | 0-0    | 1-2     |
| Milo FC                | 2-3           | Dreams            | 1-1    | 1-2     |
| Douanes Niamey         | [ 6 ]         | Kallon            | -      | -       |
| Watanga                | 2-7           | Stade Malien      | 1-3    | 1-4     |
| Hay al-Arab Port Sudan | [ 7 ]         | Aigle Noir        | -      | -       |
| Haidoub                | 0-1           | Al-Merreikh Giuba | 0-1    | 0-0     |
| Académica Lobito       | 4-3           | La Passe          | 2-1    | 2-2     |

### Secondo turno
Le squadre eliminate al primo turno della CAF Champions League 2023-2024 giocano l'andata in casa.
| Squadra 1          | Totale        | Squadra 2         | Andata | Ritorno |
| ------------------ | ------------- | ----------------- | ------ | ------- |
| Bendel Insurance   | 2-3           | RS Berkane        | 2-2    | 0-1     |
| FUS Rabat          | 1-1(gfc)      | USM Alger         | 1-1    | 0-0     |
| Etoile Filante     | 0-2           | Rivers Utd        | 0-0    | 0-2     |
| Arta/Solar7        | 3-4           | Zamalek           | 2-0    | 1-4     |
| Singida Utd        | 2-4           | Future            | 1-0    | 1-4     |
| Bahir Dar Kenema   | 2-3           | Club Africain     | 2-0    | 0-3     |
| Abu Salim          | 5-4           | Kampala City      | 3-1    | 2-3     |
| Al-Hilal Bengasi   | 2-2 (4-2 dtr) | Rayon Sports      | 1-1    | 1-1     |
| Sekhukhune United  | 4-2           | Saint Éloi Lupopo | 3-1    | 1-1     |
| Maestro United     | 1-4           | Diables Noirs     | 1-2    | 0-2     |
| Ferroviário Maputo | 1-1 (3-5 dtr) | Sagrada Esperança | 1-0    | 0-1     |
| Gaborone United    | 1-4           | SuperSport Utd    | 1-1    | 0-3     |
| Académie SOAR      | 3-2           | AFAD Djekanou     | 1-2    | 2-0     |
| Dreams             | 3-2           | Kallon            | 2-1    | 1-1     |
| Stade Malien       | 3-3 (gfc)     | Aigle Noir        | 2-0    | 1-3     |
| Al-Merreikh Giuba  | 0-3           | Académica Lobito  | 0-0    | 0-3     |

## Fase a gironi
Il sorteggio per la fase a gironi si è tenuto il 6 ottobre 2023 a Johannesburg; sono ammesse alla fase a gironi le 16 vincitrici del secondo turno preliminare, che saranno sorteggiate in 4 gruppi da 4 squadre ciascuno. 
Le squadre sono divise in fasce, in base alle loro performance nelle competizioni CAF nelle cinque stagioni precedenti: ogni girone contiene una squadra di prima fascia, una di seconda e due provenienti dalla terza fascia.
| Fascia 1   | Fascia 2          | Fascia 3         | Fascia 3          |
| ---------- | ----------------- | ---------------- | ----------------- |
| Zamalek    | Diables Noirs     | Académica Lobito | Al-Hilal Bengasi  |
| RS Berkane | Sagrada Esperança | Dreams           | Stade Malien      |
| USM Alger  | Future            | Académie SOAR    | Sekhukhune United |
| Rivers Utd | Club Africain     | Abu Salim        | SuperSport Utd    |

### Gruppo A
| Squadra          | P.ti | G | V | P | S | GF | GS | DG |
| ---------------- | ---- | - | - | - | - | -- | -- | -- |
| USM Alger        | 13   | 6 | 4 | 1 | 1 | 8  | 3  | +5 |
| Future           | 11   | 6 | 3 | 2 | 1 | 9  | 3  | +6 |
| Al-Hilal Bengasi | 6    | 6 | 2 | 0 | 4 | 6  | 13 | -7 |
| SuperSport Utd   | 4    | 6 | 1 | 1 | 4 | 5  | 9  | -4 |

### Gruppo B
| Squadra           | P.ti | G | V | P | S | GF | GS | DG |
| ----------------- | ---- | - | - | - | - | -- | -- | -- |
| Zamalek           | 13   | 5 | 4 | 1 | 0 | 8  | 1  | +7 |
| Abu Salim         | 9    | 6 | 3 | 0 | 3 | 5  | 6  | -1 |
| Sagrada Esperança | 8    | 6 | 2 | 2 | 2 | 5  | 2  | +3 |
| Académie SOAR     | 1    | 5 | 0 | 1 | 4 | 0  | 9  | -9 |

### Gruppo C
| Squadra          | P.ti | G | V | P | S | GF | GS | DG  |
| ---------------- | ---- | - | - | - | - | -- | -- | --- |
| Dreams           | 12   | 6 | 4 | 0 | 2 | 11 | 7  | +4  |
| Rivers Utd       | 12   | 6 | 4 | 0 | 2 | 10 | 8  | +2  |
| Club Africain    | 10   | 6 | 3 | 1 | 2 | 9  | 4  | +5  |
| Académica Lobito | 1    | 6 | 0 | 1 | 5 | 6  | 17 | -11 |

### Gruppo D
| Squadra           | P.ti | G | V | P | S | GF | GS | DG |
| ----------------- | ---- | - | - | - | - | -- | -- | -- |
| RS Berkane        | 14   | 6 | 4 | 2 | 0 | 10 | 2  | +8 |
| Stade Malien      | 10   | 6 | 3 | 1 | 2 | 6  | 6  | 0  |
| Sekhukhune United | 6    | 6 | 1 | 3 | 2 | 2  | 4  | -2 |
| Diables Noirs     | 2    | 6 | 0 | 2 | 4 | 3  | 9  | -6 |

## Fase ad eliminazione diretta
Il sorteggio per la fase ad eliminazione diretta è strutturato come segue:
- Per i sorteggi dei quarti di finale le quattro squadre prime classificate nel girone sono sorteggiate contro le quattro seconde classificate, con la squadra prima del girone che gioca in casa la gara di ritorno. Le squadre provenienti dallo stesso girone non possono essere sorteggiate le une contro le altre, mentre squadre della stessa nazione possono incontrarsi già ai quarti di finale.
- Per i sorteggi delle semifinali non sono previste teste di serie e le squadre provenienti dallo stesso girone possono essere accoppiate. Dal momento che i sorteggi per i quarti di finale e per le semifinali si tengono contemporaneamente, al momento del sorteggio delle semifinali le vincenti dei quarti di finale non sono ancora note.

| Girone | Vincitore  | 2º classificato |
| ------ | ---------- | --------------- |
| A      | USM Alger  | Future          |
| B      | Zamalek    | Abu Salim       |
| C      | Dreams     | Rivers Utd      |
| D      | RS Berkane | Stade Malien    |

### Tabellone
Il sorteggio per la fase ad eliminazione diretta si è tenuto il 12 marzo 2024 al Cairo, nella sede della CAF.
|  | Quarti di finale | Quarti di finale | Quarti di finale | Quarti di finale | Quarti di finale |  |  | Semifinali | Semifinali | Semifinali    | Semifinali    | Semifinali |   |   | Finale     | Finale     | Finale | Finale | Finale |  |
|  |                  |                  |                  |                  |                  |  |  |            |            |               |               |            |   |   |            |            |        |        |        |  |
|  | Rivers Utd       | Rivers Utd       | 1                | 0                | 1                |  |  |            |            |               |               |            |   |   |            |            |        |        |        |  |
|  | USM Alger        | USM Alger        | 0                | 2                | 2                |  |  | USM Alger  | USM Alger  | 0             | 0             | 0          |   |   |            |            |        |        |        |  |
|  | Abu Salim        | Abu Salim        | 0                | 2                | 2                |  |  | RS Berkane | RS Berkane | 3             | 3             | 6          |   |   |            |            |        |        |        |  |
|  | RS Berkane       | RS Berkane       | 0                | 3                | 3                |  |  |            |            |               |               |            |   |   | RS Berkane | RS Berkane | 2      | 0      | 2      |  |
|  | Future           | Future           | 1                | 1                | 2                |  |  |            |            | Zamalek (gfc) | Zamalek (gfc) | 1          | 1 | 2 |            |            |        |        |        |  |
|  | Zamalek          | Zamalek          | 2                | 1                | 3                |  |  | Zamalek    | Zamalek    | 0             | 3             | 3          |   |   |            |            |        |        |        |  |
|  | Stade Malien     | Stade Malien     | 1                | 1                | 2                |  |  | Dreams     | Dreams     | 0             | 0             | 0          |   |   |            |            |        |        |        |  |
|  | Dreams           | Dreams           | 2                | 1                | 3                |  |  |            |            |               |               |            |   |   |            |            |        |        |        |  |

### Quarti di finale
| Squadra 1    | Totale | Squadra 2  | Andata | Ritorno |
| ------------ | ------ | ---------- | ------ | ------- |
| Future       | 2 - 3  | Zamalek    | 1 - 2  | 1 - 1   |
| Abu Salim    | 2 - 3  | RS Berkane | 0 - 0  | 2 - 3   |
| Rivers Utd   | 1 - 2  | USM Alger  | 1 - 0  | 0 - 2   |
| Stade Malien | 2 - 3  | Dreams     | 1 - 2  | 1 - 1   |

### Semifinali
| Squadra 1 | Totale | Squadra 2  | Andata | Ritorno |
| --------- | ------ | ---------- | ------ | ------- |
| USM Alger | 0 - 6  | RS Berkane | 0 - 3  | 0 - 3   |
| Zamalek   | 3 - 0  | Dreams     | 0 - 0  | 3 - 0   |

### Finale
| Squadra 1  | Totale      | Squadra 2 | Andata | Ritorno |
| ---------- | ----------- | --------- | ------ | ------- |
| RS Berkane | 2 - 2 (gfc) | Zamalek   | 2 - 1  | 0 - 1   |